# Course au sérum de 1925

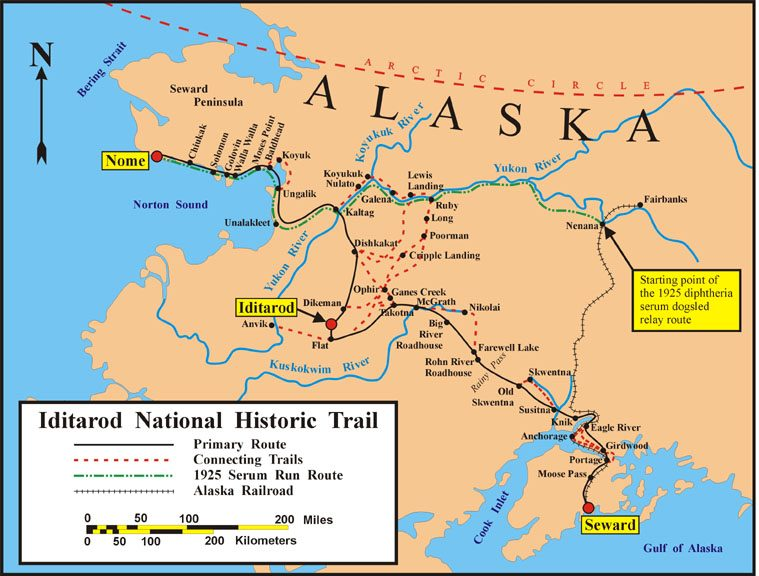
Itinéraire de la course au sérum de 1925 (en vert).

La course au sérum de 1925 (connue aussi sous le nom de la Grande course de la Miséricorde) est un transport improvisé et en urgence en Alaska, par chemin de fer puis par traîneau à chiens, d'une caisse de sérum anti-diphtérique sur plus de mille kilomètres entre Anchorage et Nome affligée par une épidémie en 1925.

## Histoire

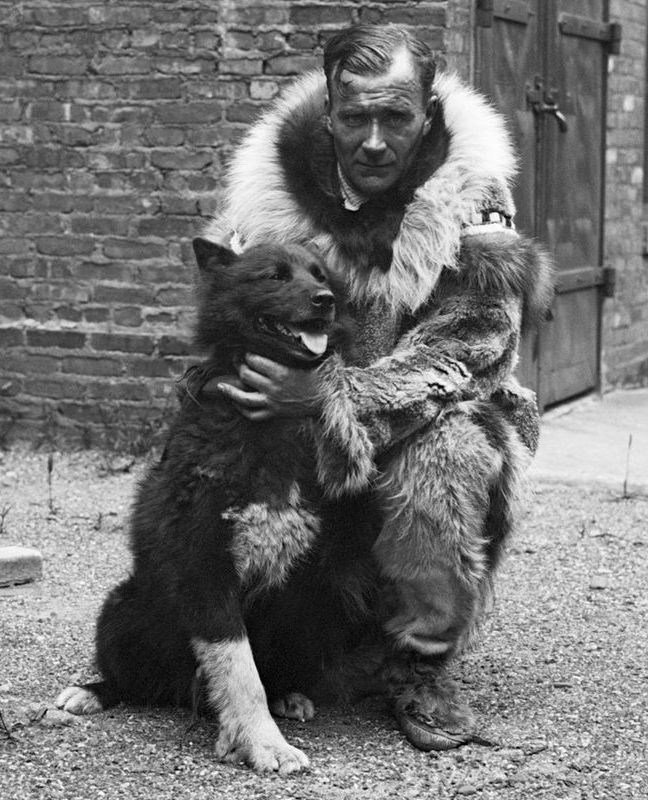
Gunnar Kaasen et son chien de tête Balto en 1925. L'histoire de Balto est à l'origine du scénario de Balto, Chien-Loup, Héros des neiges (1995).

À la veille de Noël 1924, dans le village inuit de Holy Cross près de Nome, le docteur Curtis Welch, seul médecin de Nome, est appelé pour examiner un enfant malade. Les symptômes de l'enfant et l'absence d'autres enfants malades dans son entourage le confortent dans son diagnostic d'une angine.
Le 28 décembre 1924, le docteur Curtis Welch constate le décès d'un second enfant dans le village de Holy Cross, le premier étant décédé le jour de Noël. Le docteur demande l'autorisation à la famille inuit de l'autopsier, de manière à vérifier qu'il ne s'agisse pas d'un cas plus grave qu'une simple angine. La famille de l'enfant refuse. Au cours du mois de janvier 1925, deux autres enfants inuits décèdent d'une forte angine.
Le 20 janvier 1925, le docteur Welch est consulté pour une angine sur un enfant de trois ans à Nome. Il diagnostique sur lui un cas de diphtérie, maladie hautement contagieuse touchant essentiellement les enfants et les personnes âgées. Curtis Welch possède encore 80 000 unités d’antitoxines, mais elles sont datées de 1918 avec une date d’expiration à l’été 1924. Il choisit de soigner l’enfant par d’autres méthodes.
Le 21 janvier 1925, le jeune garçon atteint de diphtérie est décédé dans la nuit à Nome. Une jeune fille de sept ans est diagnostiquée malade de diphtérie, le docteur Curtis Welch lui administre 6 000 unités de sérum périmé pour tenter de la sauver. Il avertit immédiatement le maire George Maynard pour organiser un conseil municipal extraordinaire. Le docteur annonce au conseil qu’il a besoin d’1 million d’unités de sérum pour stopper l’épidémie, il lui en reste 74 000 périmés. Le conseil municipal place la ville en quarantaine.
Le 22 janvier, la jeune fille atteinte de diphtérie est décédée dans la nuit à Nome. Welch envoie un message par télégraphe aux grandes villes de l'Alaska ainsi qu'au gouverneur Scott Cordelle Bone : « Une épidémie de diphtérie semble inévitable ici STOP J’ai un besoin urgent d’un million d’unités d’antitoxine STOP Le service postal est la seule forme de transport possible STOP J’ai fait une demande auprès du commissaire de la Santé d’Alaska pour de l’antitoxine STOP Il y a environ 3 000 blancs dans le district »,.
Le 24 janvier, la situation s’est aggravée à Nome : en deux jours, deux décès supplémentaires, 20 cas de diphtérie confirmés et 50 soupçonnés. À Juneau, sur la côte sud de l’Alaska, une réunion du bureau de la santé envisage deux solutions : l'avion ou le relais train-traîneaux.

### L'avion
Pour le bureau de la santé, un avion emporterait l’antitoxine directement d’Anchorage à Nome, soit 870 kilomètres. Des essais ont été conduits depuis février 1924, le meilleur avion ayant franchi 420 kilomètres par −23 °C. En cette fin janvier 1925, la température moyenne en Alaska est de −20 °C sur la côte, −35 °C dans les terres au meilleur de la journée. La nuit, la température peut descendre en dessous de −50 °C. Les seuls avions disponibles sont trois biplans Standard J-1 de la Première Guerre mondiale avec cockpit ouvert et refroidissement par eau. Ils sont clairement inadaptés pour le voyage. Le conseil refuse de prendre le risque de perdre la cargaison.

### Le relais train - traîneaux
Dans cette option, un train emporterait l’antitoxine d’Anchorage jusqu’à Nenana, gare la plus proche de Nome, puis un relais de deux mushers en traîneaux à chien effectueraient la distance séparant Nenana de Nome, soit 1 080 kilomètres, en se rencontrant à mi-chemin, à Nulato. Le record sur la portion Nulato-Nome est de neuf jours en traîneau. Le transfert du courrier de Nenana à Nome prend 25 jours habituellement. À Nome, Leonhard Seppala, l’un des plus célèbres conducteurs de traineau d’Alaska, est averti et prépare son équipage pour une course de 1 014 kilomètres : l’aller-retour de Nome à Nulato.
Le service de santé publique des États-Unis réquisitionne 1,1 million d’unités d’antitoxine sur la côte Ouest américaine. Il souhaite les transporter par bateau jusqu’à Seattle pour être ensuite envoyées en Alaska. L’Alameda, seul navire disponible pour ce voyage, ne sera pas à Seattle avant le 31 janvier et nécessitera 7 jours de plus pour arriver à Seward, point de départ de la ligne de chemin de fer passant par Anchorage et allant à Nenana.
Le même jour, une réponse est envoyée par télégraphe : « Ici Seattle STOP Sérum frais disponible ici STOP Avions se tenant prêt à décoller pour Nome STOP ». Malgré cette bonne volonté, le sérum ne pourrait être à Nome avant le 27 février, soit 5 semaines plus tard… Il ne restera plus beaucoup d’enfants à sauver si ce délai n’est pas raccourci.

### La solution provisoire d'Anchorage
Le 25 janvier, un médecin de l’hôpital des Chemins de Fer d’Anchorage découvre un stock de 300 000 unités d’antitoxine disponible. Elles sont réquisitionnées sur ordre du gouverneur Scott Bone. Cette quantité ne suffira pas à arrêter l’épidémie, mais elle devrait être suffisante pour tenir jusqu’à l’arrivée des unités supplémentaires. Le sérum est remis au conducteur du train Anchorage-Fairbanks, chargé de le déposer à Nenana au premier relayeur : William « Wild Bill » Shannon.
Le 26 janvier, le relais de 2 mushers se met en place et Leonhard Seppala quitte Nome pour un voyage de 557 kilomètres jusqu’à Nulato où il devra récupérer le sérum et le ramener à Nome. Son équipage est composé de 20 chiens son chien de tête s'appelant Togo. Le voyage du sérum commence en train : les 300 000 unités d’antitoxine de l’hôpital d’Anchorage sont remises à Frank Knight, conducteur de la locomotive.
Le gouverneur d’Alaska demande au directeur des Services postaux américains d’organiser un relais avec les meilleurs mushers et les meilleurs équipages de chiens de traîneaux pour transporter le sérum. Ils devront voyager jour et nuit, de Nenana jusqu’à Nome. Ils ne seront pas payés pour ce service, c’est une mission de miséricorde. 18 équipages répondent à l’appel, soit 20 au total avec les 2 déjà prévus. Un seul grain de sable dans cette organisation, Leonhard Seppala est déjà parti pour Nulato, et il a prévu d’éviter soigneusement tous les villages du parcours pour ne pas être ralenti.
C'est finalement le 2 février que la caisse de sérum arrive à Nome, portée par Gunnar Kaasen et son chien de tête Balto. Les malades sont sauvés. Les médias exploitent l'événement en faisant de Balto le héros de Nome. C'était la première fois que Balto était chien de tête.

## Premier relais: les mushers
En tout, 20 mushers se sont relayés sur un parcours d'environ 1 080 kilomètres :
| Date                   | Musher                                    | Parcours                                                                             | Distance parcourue |
| ---------------------- | ----------------------------------------- | ------------------------------------------------------------------------------------ | ------------------ |
| 27-28 janvier          | William "Wild Bill" Shannon               | De Nenana à Tolovana                                                                 | 84 km              |
| 28 janvier             | Edgar Kallands                            | De Tolovana à Manley Hot Springs                                                     | 50 km              |
| 28 janvier             | Dan Green                                 | De Manley Hot Springs à Fish Lake                                                    | 45 km              |
| 28 janvier             | Johnny Folger (natif Athabaskan)          | De Fish Lake à Tanana                                                                | 42 km              |
| 29 janvier             | Sam Joseph (natif de la tribu Tanana)     | De Tanana à Kallands                                                                 | 55 km              |
| 29 janvier             | Titus Nickolai (natif Athabaskan)         | De Kallands à Nine Mile Cabin                                                        | 39 km              |
| 29 janvier             | Dave Corning                              | De Nine Mile Cabin à Kokrines                                                        | 48 km              |
| 29 janvier             | Harry Pitka                               | De Kokrines à Ruby                                                                   | 48 km              |
| 29 janvier             | Bill McCarty                              | De Ruby à Whiskey Creek                                                              | 45 km              |
| 29 janvier             | Edgar Nollner                             | De Whiskey Creek à Galena                                                            | 39 km              |
| 30 janvier             | George Nollner (frère d'Edgar)            | De Galena à Bishop Mountain                                                          | 29 km              |
| 30 janvier             | Charlie Evans (à moitié natif Athabaskan) | De Bishop Mountain à Nulato                                                          | 48 km              |
| 30 janvier             | Tommy Patsy (natif Koyukuk)               | De Nulato à Kaltag                                                                   | 58 km              |
| 30-31 janvier          | « Jackscrew » (natif Athabaskan)          | De Kaltag à Old Woman Shelter                                                        | 64 km              |
| 31 janvier             | Victor Anagick (natif Eskimo)             | De Old Woman Shelter à Unalakleet                                                    | 55 km              |
| 31 janvier             | Myles Gonangan (natif Eskimo)             | D'Unalakleet à Shaktoolik                                                            | 64 km              |
| 31 janvier             | Henry Ivanoff (Eskimo-Russe)              | De Shaktoolik à un point de rendez-vous                                              |                    |
| 31 janvier-1er février | Leonhard Seppala                          | De ce point de rendez-vous à Golovin. Il parcouru 424km avec son chien de tête Togo. | 424 km             |
| 1er février            | Charlie Olson                             | De Golovin à Bluff                                                                   | 40 km              |
| 1er-2 février          | Gunnar Kaasen                             | De Bluff à Nome                                                                      | 85 km              |

## Seconde course au sérum
La première livraison faite le 2 février était insuffisante pour éradiquer toute menace d'épidémie. Un nouveau chargement de 1,1 million d’unités de sérum part le 8 février de Juneau. Cette fois-ci, ce sont 21 mushers qui se relaient pour apporter l'antidote à Nome. Ed Rohn délivre le paquet au docteur Welch le 15 février. Le 21 février 1925, la quarantaine est levée, la ville est sauvée, grâce aux mushers et à leurs équipages de chiens de traîneaux.
Au total, 150 chiens ont participé aux deux courses, et six sont morts.

## Second relais: les mushers
21 mushers se sont relayés au cours de la seconde course :
| Date          | Musher                        | Parcours                          | Distance parcourue |
| ------------- | ----------------------------- | --------------------------------- | ------------------ |
| 8 février     | A.C. Olin                     | De Nenana à Minto                 | 42 km              |
| 8-9 février   | C.F. Jones                    | De Minto à Tolovana               | 42 km              |
| 9 février     | William « Wild Bill » Shannon | De Tolovana à Manley Hot Springs  | 50 km              |
| 9 février     | Dan Green                     | De Manley Hot Springs à Fish Lake | 45 km              |
| 9 février     | Sam Joseph                    | De Fish Lake à Tanana             | 42 km              |
| 9 février     | Solomon Basco                 | De Tanana à Kallands              | 55 km              |
| 9 février     | Peter Columbe                 | De Kallands à Nine Mile Cabin     | 39 km              |
| 9-10 février  | Edgar Kallands                | De Nine Mile Cabin à Kokrines     | 48 km              |
| 10 février    | Harry Pitka                   | De Kokrines à Ruby                | 48 km              |
| 10 février    | Alexander Brown               | De Ruby à Whiskey Creek           | 45 km              |
| 10 février    | George Clark                  | De Whiskey Creek à Galena         | 39 km              |
| 10 février    | Edgar Nollner                 | De Galena à Bishop Mountain       | 29 km              |
| 10 février    | Francis Monroe                | De Bishop Mountain à Nulato       | 48 km              |
| 10-11 février | Tommy Patson                  | De Nulato à Kaltag                | 58 km              |
| 11 février    | Jack Madras                   | De Kaltag à Old Woman Shelter     | 64 km              |
| 11 février    | John Kotugan                  | De Old Woman Shelter à Unalakleet | 55 km              |
| 11-12 février | George Kutok                  | D'Unalakleet à Shaktoolik         | 64 km              |
| 12 février    | Henry Ivanoff                 | De Shaktoolik à Isaac's Point     | 78 km              |
| 12-13 février | Nashuk                        | De Isaac's Point à Elim           | 56 km              |
| 13-14 février | Julius Kaigsak                | De Elim à Golovin                 | 42 km              |
| 14-15 février | Ed Rohn                       | De Golovin à Nome                 | 125 km             |

## Doutes et erreurs
L'information concernant cette course au sérum étant parcellaire, plusieurs erreurs et controverses ont été rapportées sur les évènements qui se sont déroulés.

### Le nombre de mushers
20 mushers ont été officiellement recensés. Le documentaire d'Arte Sauvé grâce aux chiens de traîneaux rapporte que plus d'une trentaine ont réellement pris part à cette course. Cette controverse s'explique par la réalisation de deux courses et non d'une seule. Ce sont bien 20 mushers qui prirent part à la première et 21 à la seconde, dont certains mushers de la première.

### Balto, chien de tête

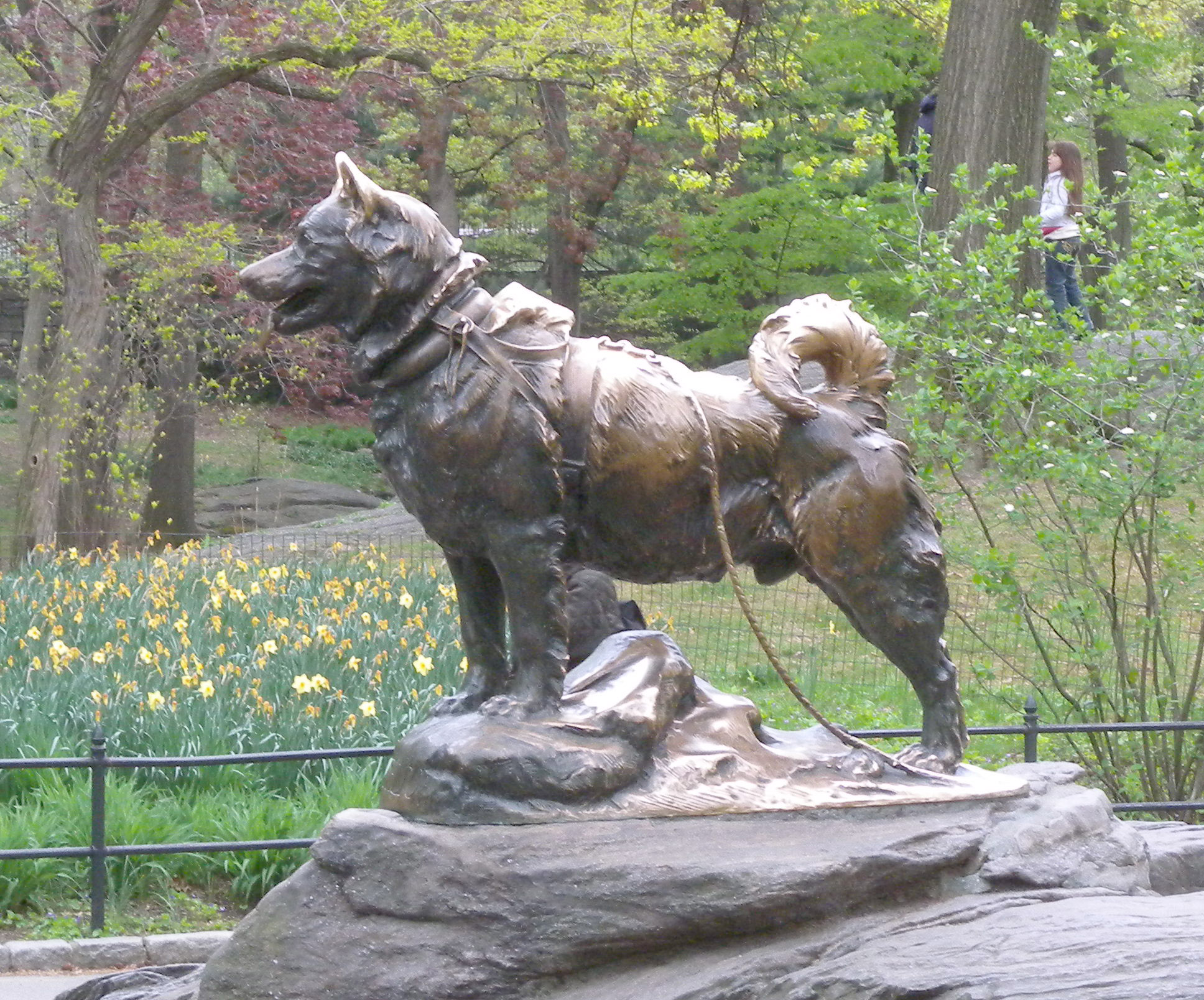
La statue de Balto dans Central Park à New York.

La légende a fait de Balto le sauveur de Nome. Sur les lignes de traîneau, les chiens sont installés deux par deux. Un seul chien dirige réellement la meute, mais celui-ci ne s'identifie pas directement en regardant un attelage, puisqu'ils sont deux à se partager la tête de l'équipage. Lorsque le journaliste de Nome couvrant les évènements s'est adressé à Gunnar Kaasen pour lui demander le nom du chien qu'il voyait en tête, celui-ci lui a répondu 'Fox' (Renard, en anglais). Pour éviter toute erreur d'interprétation pour ses lecteurs, le journaliste a alors demandé le nom de l'autre chien en tête d'attelage : Balto. La célébrité acquise par Balto ne permet pas de savoir avec certitude s'il fut bien le chien de tête de l'équipage de Gunnar Kaasen, ce dernier n'ayant jamais remis en cause le rôle de Balto au cours de cette nuit du 1er au 2 février 1925.

## Adaptations
- Cette histoire a inspiré le film d'animation Balto, Chien-Loup, Héros des neiges sorti en 1995 et produit par les studios Amblimation.
- Le long métrage Togo sorti en 2019 relate le relais le plus long de la course au sérum, mené par Leonhard Seppala avec à la tête de l'équipage le chien Togo.
- L'Iditarod est une course annuelle de chiens de traîneaux commémorant la première course au sérum de 1925[2].